# Шарена летећа веверица
Шарена летећа веверица (лат. Hylopetes alboniger) је сисар из реда глодара и породице веверица (Sciuridae).

## Распрострањење
Ареал врсте покрива средњи број држава. Врста има станиште у Тајланду, Лаосу, Бурми, Вијетнаму, Кини, Индији, Бутану, Камбоџи, Непалу и Бангладешу.

## Станиште
Станишта врсте су тропске и суптропске шуме, и планине. 
Врста је распрострањена до 4000 метара надморске висине.

## Угроженост
Ова врста није угрожена, и наведена је као последња брига јер има широко распрострањење.